# لویی دو بروی
لویی-ویکتور-پیِر-ریمون دوبروی (به فرانسوی: Louis-Victor-Pierre-Raymond, 7th duc de Broglie) (زادهٔ ۱۵ اوت ۱۸۹۲ در دیئپ – درگذشتهٔ ۱۹ مارس ۱۹۸۷ در لووسین) فیزیکدان فرانسوی و برندهٔ جایزه نوبل فیزیک بود. او از پیشگامان مکانیک کوانتومی بود. تلفظ نام خانوادگی وی، دوبرُی است.

## زندگی
لویی دو بروی در ۱۵ اوت ۱۸۸۹ در یک خانواده اشرافی، در شهر دیِپ، سِن-مَریتیم فرانسه، چشم به جهان گشود. او پس از مرگ برادر بزرگترش موریس (دوک ششم)، در سال ۱۹۶۰ به مقام دوک هفتم، نایل گردید.
او در طول دوران زندگی خود، هیچ وقت ازدواج نکرد و زمانی که در لووِسیِن (Louveciennes) فرانسه درگذشت، به دلیل نداشتن وارث، پسر عموی دور او، ویکتور- فرانسوا (Victor-François) به مقام دوک هشتم، نایل گردید.
دوبروی، در ابتدا کار علمی‌اش را در زمینهٔ علوم انسانی شروع کرد و اولین مدرک تحصیلی خود را نیز در زمینهٔ تاریخ کسب کرد. اما پس از آن با وقوع جنگ جهانی اول در سال ۱۹۱۴، او به ارائه خدمات به ارتش در توسعه ارتباطات رادیویی پرداخت که سبب تغییر رویکرد او به سمت ریاضیات و فیزیک شد و موفق به کسب مدارکی علمی در این زمینه گشت. در همین باب او در سال ۱۹۲۴ تحقیقاتش را در مورد نظریهٔ کوانتومی که بر اساس کارهای ماکس پلانک و البرت اینشتین در نور پایه‌ریزی شده بود انجام داد و نظریهٔ خود را دربارهٔ حالت‌های موجی الکترون، که به نظریهٔ دوگانگی ماده-موج مشهور شد، مطرح کرد.
دوبروی پایان‌نامهٔ دکترای خود را با محتوای تأیید خاصیت دوگانگی ذرات و موج ارئه کرد که با تصویب از سوی البرت اینشتین، او به کسب عنوان دکترای خود در فیزیک نایل گردید. به این ترتیب شهرت فرضیهٔ دوبروی که بیانگر این است که هر ذره یا جسم در حال حرکت یک موج همراه خود دارد، به اوج خود رسید. پس از این مهم، او یک زمینهٔ جدید در فیزیک با نام مکانیک موجی ایجاد کرد که به ایجاد ارتباط میان فیزیک انرژی (موج) و فیزیک ماده (ذرات) انجامید. با این کارش او توانست جایزه نوبل را در سال ۱۹۲۹ به دست آورد.
دوبروی در دوران بعدی کاریش به توضیح علیّ از مکانیک موجی پرداخت که با مدل‌های کاملاً احتمالاتی مسلط بر مکانیک کوانتومی در تضاد بود. کارهای او توسط دیوید بوهم در سال ۱۹۵۰ تصحیح شد.
علاوه بر این کارهای به شدت علمی، او در مورد فلسفه علم، از جمله ارزش اکتشافات علمی مدرن، به تفکر پرداخت و حاصل اندیشه‌هایش را به رشتهٔ تحریر درآورد.
دوبروی در سال ۱۹۳۲ عضو آکادمی علوم پردازنده شد و از سال ۱۹۴۲ به بعد دبیر ثابت ان آکادمی بود. از او برای پیوستن به شورای اتحادیهٔ کاتولیک فرانسه دعوت شد، اما با توجه به این واقعیت که او فردی غیر مذهبی بود، این پیشنهاد را نپذیرفت.
در ۱۲ اکتبر ۱۹۴۴ در فرهنگستان فرانسه او جایگزین ریاضی‌دان بزرگ، امیل پیکارد گشت. مصادف شدن این امر با جنگ جهانی دوم سبب مردن یا زندانی شدن برخی از اعضای فرهنگستان شده بود، به همین دلیل در این زمان آکادمی قادر به انجام انتخابات نبود، زیرا برای انجام این کار حضور بیست تن از اعضای الزامی بود. اما با توجه به این شرایط استثنایی، مجمع با ۱۷ عضو تشکیل شد و به اتفاق آراء دوبروی را به این مقام منصوب کرد. در یک رویداد منحصربه‌فرد در طول تاریخ فرهنگستان، یک نفر (دوبروی) توسط برادرش (موریس- که از سال ۱۹۳۴ عضو مجمع بود) به عنوان عضو انتخاب گردید.
از دیگر افتخارات و کارهای مهم دوبروی می‌توان به موارد زیر اشاره کرد:
- گرفتن جایزه کالینگا در سال ۱۹۵۲ از یونسکو به دلیل محبوب کردن علم ودانش.
- عضو خارجی انجمن سلطنتی در ۲۳ آوریل ۱۹۵۳.
- در سال ۱۹۶۱ عنوان شوالیه را از صلیب بزرگ در لژیون افتخار کسب کرد.
- برای تلاش‌های او در نزدیک کردن علم و صنعت به هم در سال ۱۹۴۵ پست مشاور کمیسیون عالی فرانسه از سوی سازمان انرژی اتمی به او اهدا شد.
- او موفق به تأسیس مرکزی برای مکانیک کابردی در مؤسسهٔ هانری پوانکاره شد که در آن به پژوهش در زمینه‌های اپتیک، سیبرنتیک (cybernetics) و انرژی اتمی پرداخته می‌شد، که شکل‌گیری آن الهام گرفته از آکادمی بین‌المللی علوم ملکولی کوانتومی بود که او یکی از اعضای اولیهٔ آن بود.

## تئوری‌های مهم

### ماده و دوگانگی موج - ذره
ایده اساسی پایان‌نامه دوبروی در سال ۱۹۲۴ به شرح زیر است:
«واقعیت این است که پس از آنکه اینشتین فوتون را در امواج نور معرفی کرد، کسی نمی‌دانست که نور حاوی ذراتی است که غلظت انرژی‌ای است که به همراه موج جابه‌جا می‌شود، که نشان دهندهٔ این است که تمام ذرات، مانند الکترون، باید توسط یک موج که در آن جایگزیده شده‌اند، جابه‌جا شوند…
ایده اصلی من گسترش نظریهٔ مطرح شده در مورد نور و فوتون (خاصیت ذره‌ای نور) توسط اینشتین در سال ۱۹۰۵ به اینکه ذرات نیز می‌توانند به صورت موج منتشر شوند (خاصیت موجی ذره)، است.»
برای هر ذره از ماده به جرمmو سرعتvکه با موج واقعی در ارتباط است معادلهٔ مربوط به حرکت به صورت زیر بیان می‌شود:
{\displaystyle \lambda ={\frac {h}{p}}={\frac {h}{{m}{v}}}{\sqrt {1-{\frac {v^{2}}{c^{2}}}}}}
که در اینجا (طول موج-{\displaystyle \lambda }/سرعت نور-{\displaystyle c}- /ثابت پلانگ-{\displaystyle h} / اندازه حرکت خطی-{\displaystyle p}) است.
این نظریه به عنوان پایه و اساس مکانیک موجی قرار گرفت و توسط اینشتین و آزمایش‌هایی همچون پراش الکترون به وسیلهٔ دیویسون-گرامر(Davisson and Germer) تأیید و پشتیبانی شدند، تعمیم این کار موجب ایجاد معادله شرودینگر شد. با این حال این تعمیم اماری بود و مورد تأیید دوبروی قرار نگرفت، او معتقد بود که ذره باید کرسی جنبش‌های داخلی متناوب باشد و به منظور باقی ماندن در یک فاز ثابت باید به همراه موج حرکت کند، که توسط فیزیکدانان نادیده گرفته شد. در نظر گرفتن انتشار امواج بدون تعیین محل ذرات اشتباه است. که کاملاً بر خلاف نظریه‌های اصلی دوبروی بود.
از دیدگاه فلسفی، نظریه ماده–موج، تا حد زیادی با علم نابودی اتمیسم (ruin of the atomism) که در گذشته مطرح شده بود در ارتباط است. در اصل دوبروی تصور می‌کرد که موج واقعی با ذرات همراه است. در واقع جنبه‌های موجی ماده با یک تابع موج تعریف شده توسط معادله شرودینگر به رسمیت شناخته شد که یک نهاد خالص ریاضی، با داشتن تعبیر احتمالاتی است، بدون حمایت از سوی عناصر واقعی فیزیک. این تابع موج به ظاهر رفتار موج گونه دارد، بدون اینکه امواج واقعی فیزیک را نشان دهد. با این حال با کارهای دیوید بوهم، او در اواخر زندگی خود به تفسیر مستقیم فیزیکی و واقعی از ماده - موج دست یافت.
نظریهٔ دوبروی–بوهم امروزه، تنها تفسیری از وضعیت واقعی موج و ماده ارائه می‌دهد و پیش‌بینی‌های نظریهٔ کوانتومی را نشان می‌دهد. اما از ان زمان تا به حال دارای مشکلاتی است و نمی‌تواند بیش از تفسیر کپنهاگ پیش‌بینی کند. به همین دلیل این نظریه به مقدار کمی از سوی جامعه علمی به رسمیت شناخته می‌شود.

### عدم بطلان و تنوع جرم
با توجه به نظریهٔ دو بروی، نوترینوها و فوتون‌ها دارای جرم غیر صفر هستند، هرچند بسیار ناچیز باشد. این که فوتون کاملاً بدون جرم نیست از ارتباط اش با نظریهٔ دوبروی تحمیل شده است. در ضمن، رد شدن فرضیهٔ فوتون بدون جرم سبب ایجاد شک در دوبروی نسبت به فرضیهٔ انبساط جهان شد. علاوه بر این او معتقد بود که جرم واقعی ذرات ثابت نیست و متغیر می‌باشد، و هر ذره را می‌توان به عنوان معادل دستگاه ترمودینامیکی، به صورت انتگرال تناوبی ای از عمل نشان داد.

### تعمیم اصل کمترین عمل
لویی دو بروی در بخش دوم پایان‌نامه خود در سال ۱۹۲۴، با استفاده از اصل کمترین کنش در مکانیک و اصل فرما در نور به این نتیجه رسید که اصل فرمای اعمال شده به فاز امواج، معادل است با اصل ماپرتیوس (Maupertuis' principle) که به جسم در حال حرکت اعمال شده است. این هم‌ارزی یک قرن پیش توسط هامیلتون بیان گردیده و در سال ۱۸۳۰ به چاپ رسیده بود. در ان دوره تجربه برای توصیف پدیده‌های اتمی مدرکی از اصول اساسی فیزیک نداشت. دوبروی در اواخر دوران کاریش، با فیزیکدانی به نام ماکس پلانگ، کسی که آنالیز ابعادی را بسیار دنبال کرده بود وتا آغاز قرن بیستم، تنها با یک ثابت جهانی (با انلایز ابعادی انتروپی) در جهان شناخته می‌شد، مواجه شد.

### دوگانگی قوانین طبیعت
به دور از ادعا، برای ساختن، تضاد ناپدید می‌شود. در صورتی که ماکس بورن فکر می‌کرد که با یک رویکرد اماری به نتیجه می‌رسد، دوبروی نظریهٔ دوگانگی موج - ذره را به تمام ذرات (همچون کریستال که سبب ایجاد پدیدهٔ پراش شد) گسترش داد. در این زمینه حتی او توانست اصل دوگانگی را به قوانین طبیعت گسترش دهد.
آخرین اثر او ساختن سیستمی واحد از قوانین، از دو سیستم بزرگ ترمودینامیک و مکانیک بود:
«هنگامی که بولتزمن و دنباله روهایش، تفسیر اماری خود را از ترمودینامیک گسترش می‌دادند، عده‌ای پنداشتند که ترمودینامیک شاخهٔ پیچیده‌ای از دینامیک است. اما با ایده‌های واقعی من، همان ترمودینامیک به شاخهٔ آسانی از دینامیک مبدل گشت. من فکر می‌کنم که، تمام ایده‌هایی که من در طی سالیان اخیر معرفی کرده‌ام، تا حد زیادی، مهم‌ترین و عمیق‌ترین آن‌ها بوده است.»
به نظر می‌رسد که این ایده با نظریهٔ دوگانگی پیوسته - ناپیوسته، مطابقت دارد. از زمانی که دینامیک ان می‌توانست حدی از ترمو دینامیک باشد، انتقال به محدودیت‌های مداوم فرض مسلم ان بود؛ که ان نیز به لایبنیتس (Leibniz) نزدیک است، کسی که ضرورت وجود اصول فن معماری یا ساختمان اثر ادبی را برای تکمیل سیستم قوانین مکانیکی فرض کرد. با این حال به گفتهٔ دوبروی، دوگانگی کمتر دیده می‌شود. دوبروی در تلاش‌هایش برای ترکیب (از سویی یکی دیگر از محدودیت‌ها می‌باشد) به فرمول ترکیبی زیر رسید، که در ان اولین عضو به مکانیک و دومین عضو به اپتیک مربوط است:
{\displaystyle mc^{2}=h\nu }

### نظریهٔ نوترینو از نور
این نظریه که به سال ۱۹۳۴ بر می‌گردد، به معرفی این ایده که هر فوتون حاصل همجوشی دو نوترینو دیراک می‌باشد می‌پردازد. این نشان می‌دهد که حرکت مرکز ثقل این دو ذره از معادلات ماکسول تبعیت می‌کند و نیز به مفهوم ان است که نوترینو و فوتون هر دو دارای جرم غیر صفر می‌باشند، هرچند که بسیار ناچیز باشد.

### ترمودینامیک پنهان
ایدهٔ نهایی دوبروی، نظریهٔ ترمودینامیک پنهان در دستگاه ایزوله می‌باشد. این نظریه تلاش می‌کند که سه اصل فرما، ماپرتیوس و کارنو را در کنار همدیگر گرد آورد. در این کار، عمل، یک نوع مخالف از انتروپی است، که از طریق یک معادله که تنها به دو بعد جهانی ربط دارد، به شکل زیر بیان می‌شود:
{\displaystyle {Action \over h}=-{Entropy \over k}}
به عنوان یک نتیجه از تأثیر زیاد ان، این نظریه اصل عدم قطعیت را، در فواصل حدوداً بینهایت از عمل، فواصل مربوط به کاهش انتروپی، به ارمغان می‌آورد.

## افتخارات و جوایز
- ۱۹۲۹ – جایزه نوبل در فیزیک.
- ۱۹۲۹ – مدا ل هنری پوانکاره.
- ۱۹۳۲ – جایزه آلبرت از موناکو (Albert I of Monaco Prize)
- ۱۹۳۸ – مدال ماکس پلانگ.
- ۱۹۳۸ – عضو آکادمی علوم سلطنتی سوئد شد.
- ۱۹۴۴ – عضو فرهنگستان فرانسه شد.
- ۱۹۵۲ – جایزه کالینگا (Kalinga Prize)
- ۱۹۵۳ – عضو انجمن سلطنتی (Royal Society)

## انتشارات
- پژوهش در نظریهٔ کوانتومی / پایان‌نامه /پاریس /۱۹۲۴.
- امواج و جنبش‌ها / پاریس /۱۹۲۶.
- گزارش به کنگرهٔ سلاوی ۵ / بروکسل /۱۹۲۷.
- مکانیک موج/ پاریس /۱۹۲۸.
- ماده و نور / پاریس /۱۹۳۷.
- تلاش در تفسیر و مکانیک موجی علیّ غیر خطی:نظریهٔ راه حال دو / پاریس /۱۹۵۶.
- مکانیک موج غیر خطی: تفسیر علیّ / امستردام /۱۹۶۰.
- در راه علم
- مقدمه‌ای به نظریهٔ امواج جدیدی از ژان پیر ویگر و همکارانش / پاریس /۱۹۶۱.
- بررسی انتقادی از پایه‌های تفسیر فعلی مکانیک موجی / پاریس /۱۹۶۳.
- عدم قطعیت و یقین علم / پاریس /۱۹۶۶.